# Ton (Trentino)
Ton (deutsch veraltet: Thun) ist eine italienische Gemeinde in der Provinz Trient in der Region Trentino-Südtirol. Ton liegt etwa 20 km nördlich von Trient und hat eine Fläche von 26 km². Die Gemeinde hat 1281 Einwohner (Stand 31. Dezember 2023), in den 1920er bis 1940er Jahren waren es noch etwa 1500.

## Bauwerke

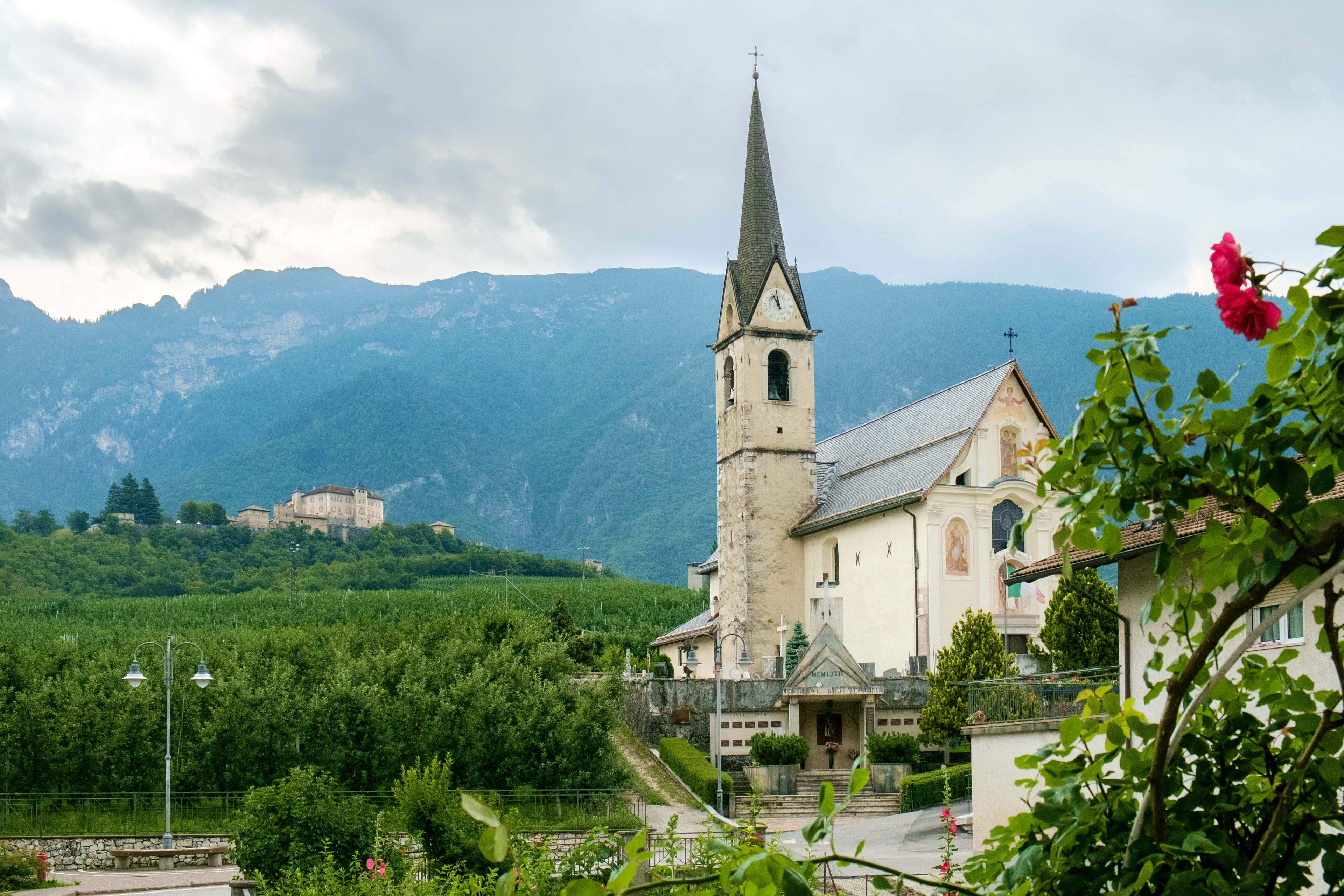
Kirche von Ton, im Hintergrund die Burg Thun

Auf dem Gebiet der Gemeinde befinden sich das Castel Thun sowie die Ruinen von Castel San Pietro und Castel Visione, während vom Castel Rocchetta und dem Castelletto di Vigo keine Spuren erhalten geblieben sind.

## Persönlichkeit
- Sigmund Alphons von Thun (1621–1677), Fürstbischof von Brixen und Trient